# SN 2001jg
SN 2001jg – supernowa odkryta 19 listopada 2001 roku w galaktyce A022851+0034. W momencie odkrycia miała maksymalną jasność 22,20m.